# 石昌言
石昌言（995年—1057年） ，字扬休，眉州（治今四川省眉山市）人。
唐代兵部郎中石仲覽後人，原籍江都，祖辈迁至眉州。十八岁州举进士，與司馬光同年。善为诗，與蘇軾常有唱和之作，曾出使辽國。累官中书舍人，终官知制诰。蘇軾妻王弗生苏迈於1077年娶石昌言之孙之妻。